# 세션 키
세션 키(session key)는 하나의 통신 세션에서 모든 메시지를 암호화하기 위해 사용되는 1회용 대칭 키이다. 밀접하게 관련된 용어로는 메시지 암호화에 사용되는 키를 의미하는 멀티캐스트 키(multicast key), 콘텐츠 암호화 키(content encryption key, CEK), 트래픽 암호화 키(traffic encryption key, TEK)가 있으며 이는 키 암호화 키(key encryption key), 키 래핑 키(key wrapping key) 등 다른 키들을 암호화하는 것과 같은 다른 용도와는 대조적이다.
세션 키는 시스템에 복잡도를 유입시킬 수 있으나 일부 실질적인 문제들을 해결한다. 세션 키를 사용하는 주된 이유로 두 가지가 있다:
1. 특정 키로 암호화된 자료가 많이 이용 가능해질수록 여러 암호해독 공격이 더 용이해진다. 특정 키를 사용하여 처리되는 데이터의 양을 제한함으로써 이러한 공격은 수행하기 더 어렵게 된다.
2. 비대칭 암호화는 여러 목적에 사용되기에는 너무 느리며 모든 비밀 키 알고리즘은 키가 안전하게 배포될 것을 요구한다. 또다른 더 고속의 대칭 알고리즘을 위해 비밀 키를 암호화하기 위한 비대칭 알고리즘을 사용함으로써 전반적인 성능을 상당히 개선할 수 있다. 이는 PGP와 GPG에 사용되는 프로세스이다.[1]

모든 암호화 키와 같이 세션 키들은 공격자가 예측하지 못하도록 선택되어야 하며 일반적으로는 무작위로 선택된다. 적절한 세션 키(또는 모든 키) 선택을 실패하는 일은 암호화 시스템의 크나큰 디자인 결점이다.

## 같이 보기
- 하드웨어 난수발생기